# 白川口駅
白川口駅（しらかわぐちえき）は、岐阜県加茂郡白川町坂ノ東にある、東海旅客鉄道（JR東海）高山本線の駅である。
特急「ひだ」が上下合わせて8本停車するほか、1本のみ当駅を終点とする列車と、当駅を始発とする列車が2本設定されている。

## 歴史
- 1926年（大正15年）3月15日：高山線（1934年に高山本線へ改称）が上麻生駅から延伸した際に、その終着駅として開業[1]。旅客及び貨物の取扱を開始[2]。
- 1928年（昭和3年）3月21日：高山線が飛騨金山駅まで延伸し、途中駅となる。
- 1973年（昭和48年）4月20日：貨物の取扱を廃止[2]。
- 1985年（昭和60年）3月14日：荷物扱い廃止[2]。
- 1987年（昭和62年）4月1日：国鉄分割民営化により、東海旅客鉄道の駅となる[2]。
- 1992年（平成4年）11月：みどりの窓口営業開始。
- 2012年（平成24年）4月1日：白川町委託の簡易委託駅となる[1][3]。

## 駅構造
単式ホーム1面1線と島式ホーム1面2線、計2面3線のホームを持つ地上駅。1・2番線をそれぞれ上下の本線としている。互いのホームは跨線橋で連絡している。木造駅舎を有する。
簡易委託化に伴い、駅舎内はリニューアル工事を行い、駅前には新たに公衆トイレが設置された。
白川町が業務を受託する簡易委託駅で、美濃太田駅が当駅を管理している。2012年3月31日までは東海交通事業の職員が業務を担当する業務委託駅で、みどりの窓口が設置されていた。

### のりば
| 番線 | 路線        | 方向 | 行先               | 備考           |
| ---- | ----------- | ---- | ------------------ | -------------- |
| 1    | CG 高山本線 | 上り | 美濃太田・岐阜方面 |                |
| 2    | CG 高山本線 | 下り | 下呂・高山方面     |                |
| 3    | CG 高山本線 | 下り | 下呂・高山方面     | 待避列車       |
| 3    | CG 高山本線 | 上り | 美濃太田・岐阜方面 | 待避・始発列車 |

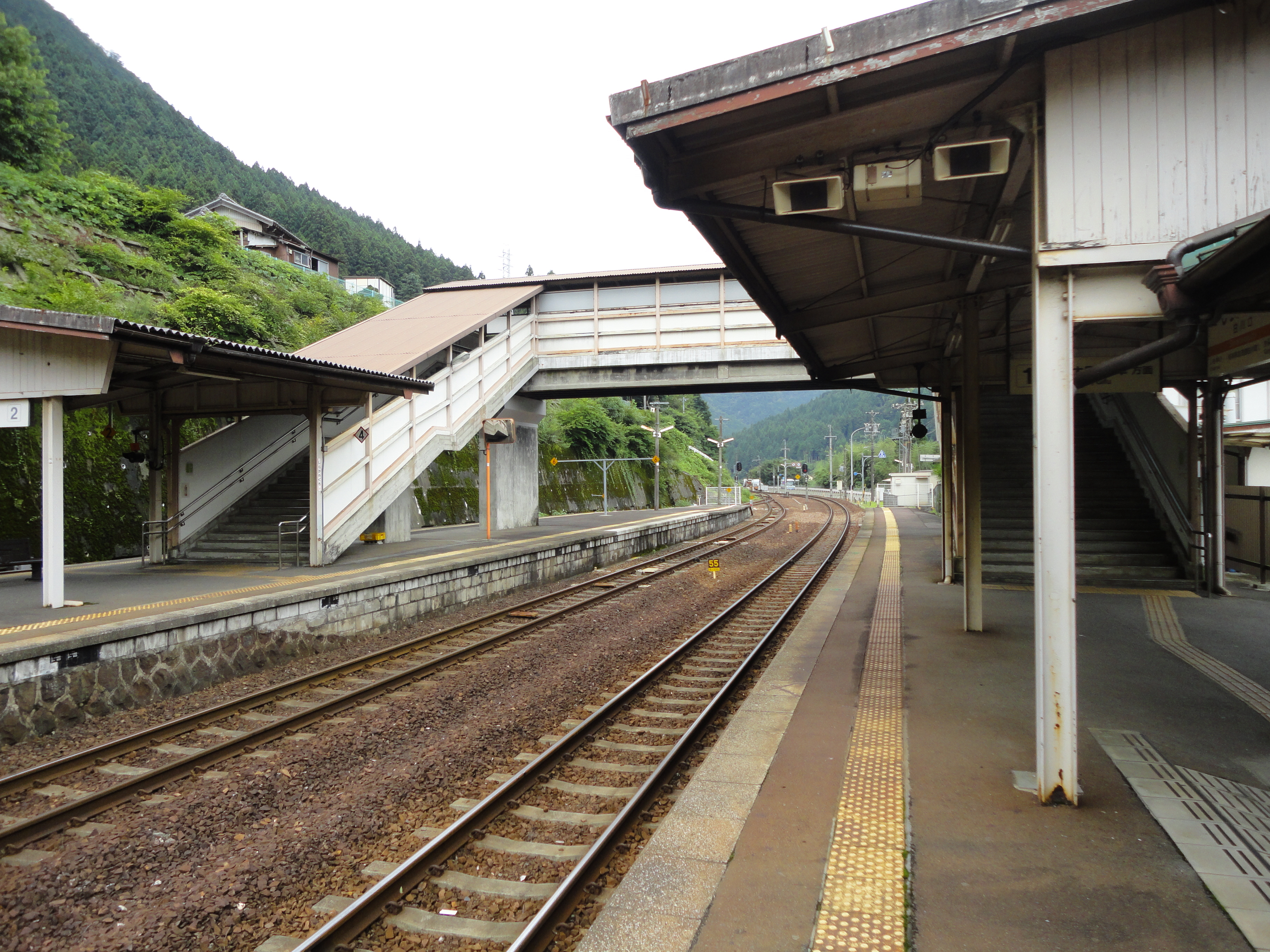
ホーム（2011年7月）
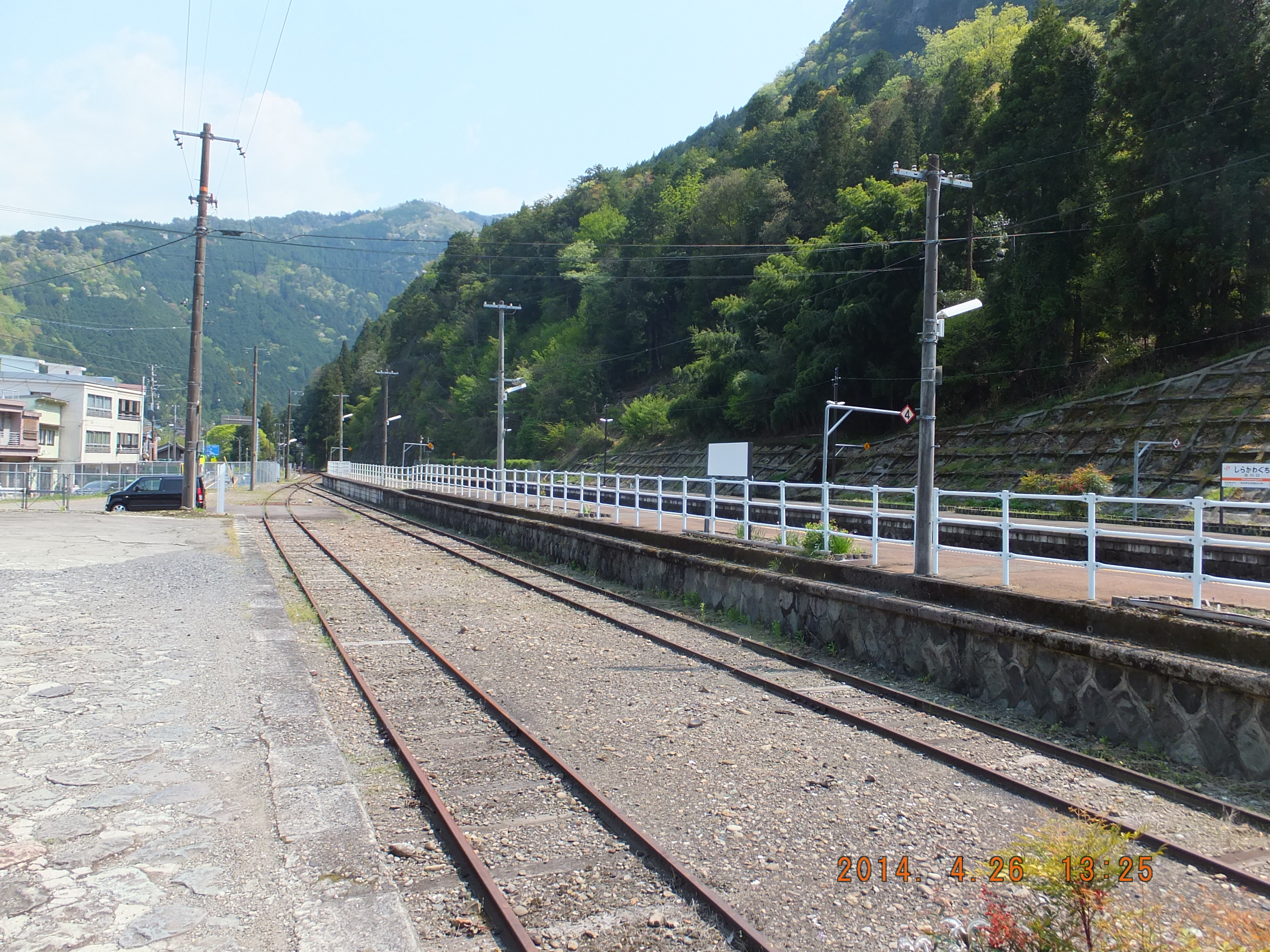
廃止された貨物ホーム跡（2014年4月）

## 利用状況
「岐阜県統計書」によると、1日平均の乗車人員は以下の通りである。
- 2005年度 - 322人
- 2007年度 - 297人
- 2008年度 - 267人
- 2009年度 - 253人
- 2010年度 - 230人
- 2011年度 - 218人
- 2012年度 - 199人
- 2013年度 - 192人
- 2014年度 - 184人
- 2015年度 - 186人
- 2016年度 - 203人
- 2017年度 - 182人

## 駅周辺
白川町の中心部とは飛騨川を挟んだ対岸にあたる坂ノ東地区に所在する。
- 白川町役場
- 白川町町民会館
- 美濃白川楽集館
- 白川温泉
- 飛水峡
- 飛騨川バス転落事故現場(かつては慰霊碑があったが、2022年に撤去、一部が移設された)
- 第一飛騨川橋梁（白川口駅前の国道41号を約2kmほど北へ行った地点にある鉄橋で、高山本線随一の鉄道写真の名所として有名）
- 白川橋
- 大垣共立銀行白川口支店
- 東濃信用金庫 白川支店
- 旧岐阜県立白川高等学校
- 白川町立白川中学校

## バス路線
駅前ロータリーに濃飛バスの「白川口駅」停留所が設置されており、本数は少ないもののバスが発着している。また白川中央線は平日のみ運転であり、土休日は運休となる。また、北白川地区、蘇原地区、黒川地区とをそれぞれ結ぶ予約制バス（おでかけしらかわ・ひがししらかわ）の運行がある。
- 白川中央線[4]：下油井駅 / 林道口・マツオカ白川店
- 白川東白川線[5]：白川病院 / 越原消防センター

かつてはこの路線の他に加子母村(現在の中津川市)大明神へ向かう路線があったほか、現在は予約制バスである路線も過去には定期路線バスとして運行していた。また昭和50年代中頃までは名鉄バス(当時の名古屋鉄道)の下呂線のバス停が設定されており、名鉄バスセンター行きが運転されていた。

## その他
当駅の所在地は岐阜県加茂郡白川町であり、同じ岐阜県内でも白川郷・五箇山の合掌造り集落で知られる大野郡白川村とは関係がない。白川村に鉄道は通っておらず、白川郷の最寄り駅は高山駅である。
白川町では美濃白川ブランドの浸透化を狙い、列車が当駅に到着した際には乗客に白川茶が配られる場合もある。

## 隣の駅
※当駅に一部が停車する特急「ひだ」の隣の停車駅は列車記事を参照のこと。
東海旅客鉄道（JR東海）
CG 高山本線
上麻生駅 - （飛水峡信号場） - 白川口駅 - （鷲原信号場） - 下油井駅